# Telamonia cristata
Telamonia cristata là một loài nhện trong họ Salticidae.
Loài này thuộc chi Telamonia. Telamonia cristata được Elizabeth Maria Gifford Peckham & George William Peckham miêu tả năm 1907.